# Bochnia
Bochnia est une ville de Pologne située au sud du pays, dans la voïvodie de Petite-Pologne. Dans les années 1975-1998 la ville appartenait administrativement à la voïvodie de Tarnów. Située sur la rivière Raba, affluent de la Babica, plus loin dans la vallée. Elle se trouve sur la frontière de la Vallée de Sandomierz et de la vallée des Carpates.

## Surface
Selon les données de 2002, Bochnia compte 29,89 km2 de surface, y compris :
- Surfaces arables : 59 %
- Forêts : 8 %

La surface bâtie représente 4,73 % de la surface de la commune.

## Villes environnantes
gmina wiejska Bochnia, Nowy Wiśnicz, Rzezawa, Proszówki

## Histoire
Depuis le premier partage de la Pologne en 1772 jusqu'en 1918, la ville fait partie de la monarchie autrichienne (empire d'Autriche), puis Autriche-Hongrie (Cisleithanie après le compromis de 1867), chef-lieu du district de même nom, l'un des 78 capitaineries de la province impériale de Galicie.

## Transport

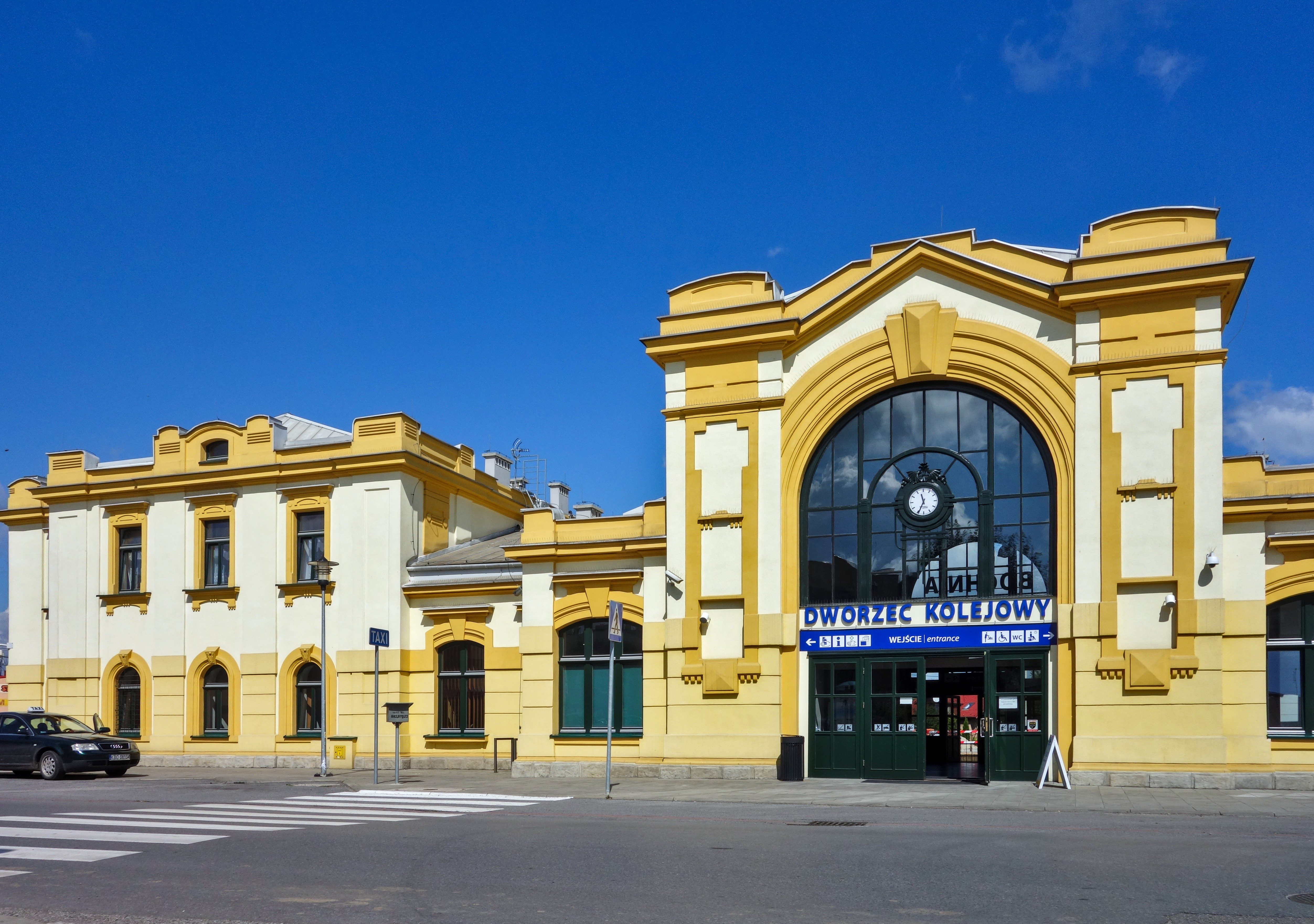
Gare de Bochnia

Dans la ville il y a 115,1 km de routes, y compris 5,6 km de nationale, 6,5 km de régionale, 17,1 km de district et 85,9 km de municipales. Le sud de la ville est contourné par les routes nationales no 4 et no 75 qui forment une rocade. Méridiennement la ville est traversée par la route provinciale no 965 (Zielona au nord). La route nationale est liée au nœud autoroutier de Cracovie. La rocade a été créée en 1984 après près de 10 ans de construction. Elle était nécessaire en raison de la circulation excessive dans le centre-ville. En raison du fait que les gens se déplacent de plus en voitures, une étude est en cours pour construire une rocade reliant le Nord-Ouest quartier résidentiel à la partie industrielle de la ville.
La gare de Bochnia est installée sur la voie de chemin de fer no 91 (Cracovie centre - Medic), appartenant au réseau ferroviaire national polonais PKP. La ligne a été fondée en 1856 dans le cadre de la voie ferrée de Galice par Charles-Louis. Pour l'infrastructure ferroviaire dans la ville, elle compte toujours une voie de garage et des installations ferroviaires bardage pour décharger les réservoirs de gaz. Autrefois il y avait aussi la mine de sel qui disposait de bâtiments, mais qui ont été démolis, et ses restes peuvent être trouvés même dans l'asphalte rue Karosek et dans l'approvisionnement en eau.
À partir du 1er janvier 2010, le transport public à Bochnia est soutenu par le ministère des Communications, qui se déroule sur cinq lignes. Soutien de navette : Association du transport du district et de nombreuses lignes privées.

## Sport
Depuis 1921, existe à Bochnia le "Sports Club Bochenski", qui dispose actuellement de deux sections : le football et le handball. Les joueurs jouent dans la quatrième division de la ligue Małopolska, les juniors sont dans la Ligue junior de Malopolska, qui est la plus haute ligue pour cette catégorie d'âge.
Le Handball est aussi dans la ligue régionale. De plus, la mairie augmente progressivement les subventions aux clubs sportifs, le but étant de devenir une des villes les plus sportives de la région, le sport étant aussi en Pologne un moyen de cadrer la jeunesse.

## Jumelages
Les villes jumelées avec Bochnia sont:
- Bad Salzdetfurth - depuis 2001
- Kežmarok - depuis 1994
- Roselle - depuis 2004
- Cavtat - depuis 2009

## Monuments
- Mines de sel de Bochnia

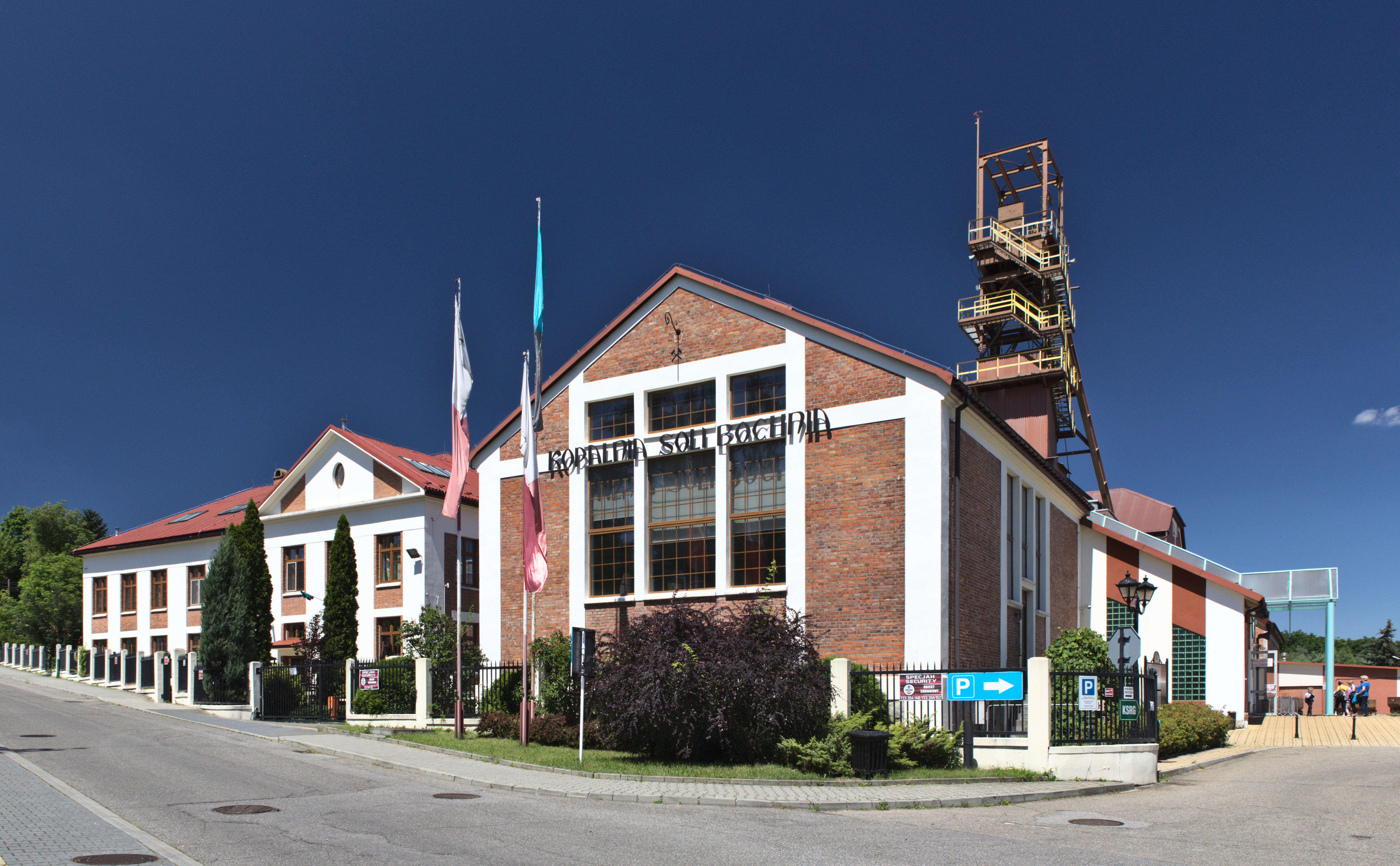
Mines de sel de Bochnia.

- Basilique Saint-Nicolas (sanctuaire Notre-Dame du Rosaire)
- Église Saint-Stanislas-Kostka (paroisse de Saint-Nicolas)
- Église du Saint-Apôtre-Paul
- Église Saint-Jean-Népomucène
- Chapelle Notre-Dame des Anges
- Les Témoins de Jéhovah à la salle du Royaume (rue de Proszowski 40D)
- L’église baptiste
- Synagogue de Bochnia (rue Difficile)
- Synagogue de Bochnia (rue Floris)
- Cimetière Juif de Bochnia
- Vieux cimetière Juif de Bochnia
- Cimetière de guerre nr 313
- Cimetière de guerre nr 314

## Personnes célèbres de Bochnia
- Emanuel Reicher est né à Bochnia
- Robert Jahoda, relieur né en 1862 à Bochnia